# Kærsvovlrod
Kærsvovlrod (Peucedanum palustre), ofte skrevet kær-svovlrod, er en to- eller flerårig plante i skærmplante-familien. Det er en 80-180 centimeter høj urt med 2-3 gange fjersnitdelte blade, der har brunt brodspidsede flige. De unge planter indeholder mælkesaft.

## Beskrivelse
Kærsvovlrod har hul og furet stængel, der forneden er rødfarvet. De unge stængler indeholder en hvidlig skarptsmagende mælkesaft. Bladene er 2-3 gange fjersnitdelte med små, lancetformede, brunt brodspidsede flige. Blomsterne sidder i dobbeltskærme, der både har storsvøb og småsvøb af tilspidsede blade med hvidlig hindekant. Frugten er brun og linseformet med vingekantede delfrugter, hvilket muliggør vindspredning. Desuden har delfrugterne svampet luftvæv i deres vægge, så vandspredning også er en mulighed.

## Udbredelse
Arten er udbredt i Europa og Nordasien.
I Danmark er kærsvovlrod almindelig på fugtig jordbund på enge, i moser og kratskove. Den blomstrer i juli og august.
Kærsvovlrod er ikke krævende, hvad angår jordens næringsindhold. Den er således lige hyppig i næringsrige kærmoser og i sure næringsfattige moser, domineret af tørvemos.